# Johann Lorenz Langermann

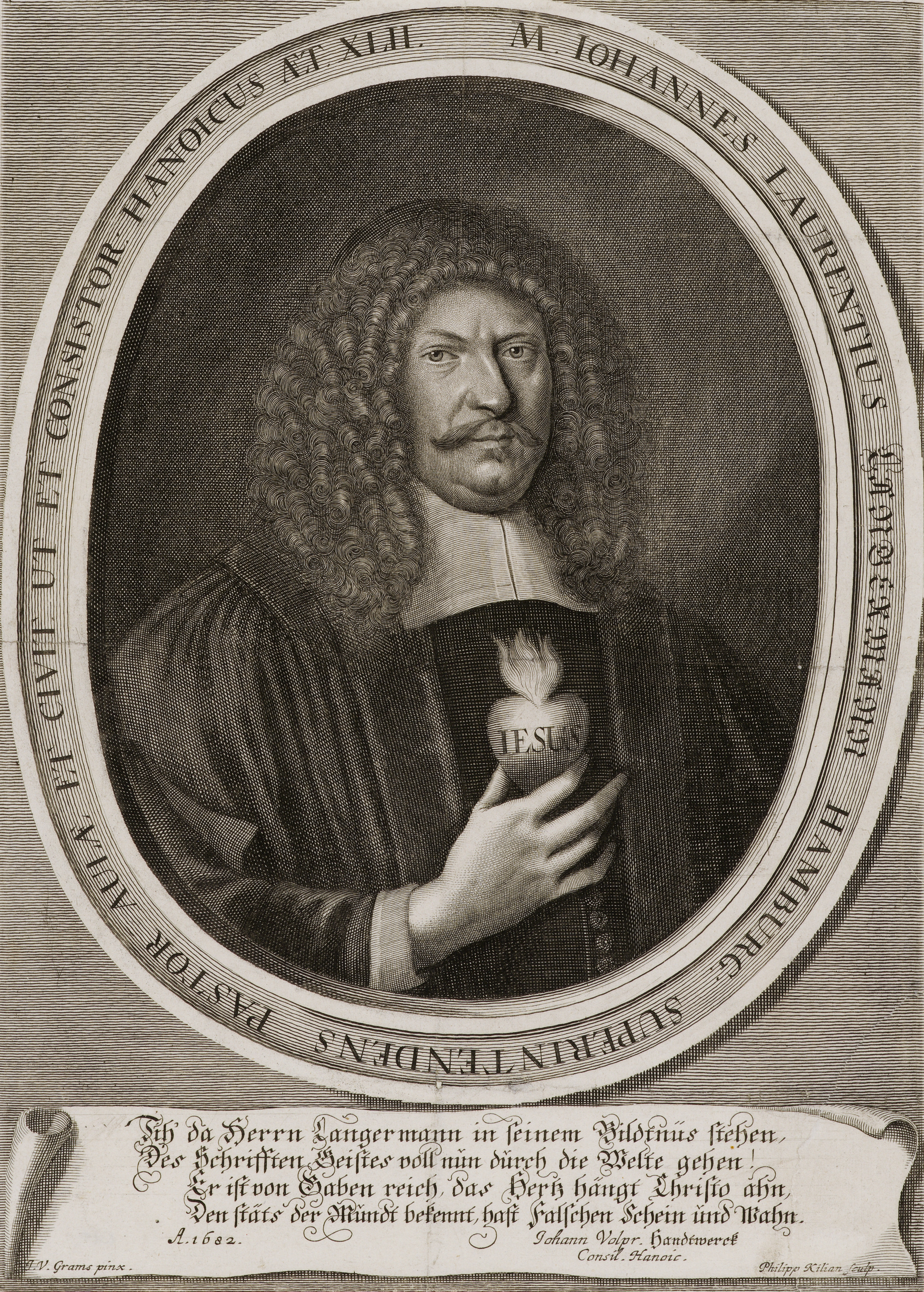
Johann Lorenz Langermann, Kupferstich von Philipp Kilian (1682)

Johann Lorenz Langermann (* 7. Oktober 1640 in Hamburg; † 5. Februar 1716 in Hanau) war ein deutscher evangelisch-lutherischer Geistlicher und Hofprediger in Hanau.

## Leben
Johann Lorenz Langermann entstammte einer in Hamburg seit dem 16. Jahrhundert verbreiteten patrizischen Familie. Er war ein Sohn des Gewürzhändlers und Oberalten Paul Langermann. Lorenz Langermann (der Ältere) war sein Großvater, Lorenz Langermann (der Jüngere) sein Onkel.
Er besuchte die Gelehrtenschule des Johanneums in Hamburg, das Hamburger Akademische Gymnasium sowie das Gymnasium in Bremen. Ab 1663 studierte er Evangelische Theologie an den Universitäten Leiden, Jena, Leipzig, Rostock (1667) und zuletzt ab 1668 Gießen. In Jena war er 1664 Respondent unter dem Vorsitz von Johann Christoph Hundeshagen und graduierte zum Magister.
Eine ihm angebotene Stelle als Professor und Pfarrer in Gießen schlug er aus. 1670 folgte er einem Ruf nach Hanau, um als Nachfolger von Johann Heinrich Gerth als Hof- und Stadtprediger an der Johanneskirche, Konsistorialrat und Superintendent der Grafschaft Hanau-Münzenberg zu wirken. Seine Amtszeit war geprägt von andauernden konfessionellen Streitigkeiten zwischen Lutheranern und Reformierten, trotz des im Jahr seines Amtsantritts 1670 abgeschlossenen Religionshauptrezeßes, der die Gleichberechtigung der beiden evangelischen Konfessionen festlegte. 1680 gab er das lutherische Gesangbuch unter dem Titel Hanauische geistliche Seelenmusik heraus. Es enthält zwei eigene Lieder Langermanns, von denen Sollt es gleich bisweilen scheinen regionale Verbreitung fand.
Von seinem Wirken als Hofprediger sind vor allem Gelegenheits- und Trauerpredigten überliefert. Langermann galt als unerschrockener Prediger und Mahner. Seine öffentliche Kritik des unmoralischen Lebenswandels eines Höflings führte fast zu seiner Entlassung.
Johann Lorenz Langermann war viermal verheiratet. Alle seine zwölf Kinder starben vor ihm. Er besaß eine reiche Bibliothek und Münzsammlung, die an seine Verwandten in Hamburg ging, wo später Johann Paul Langermann (1716–1752) ein bekannter Numismatiker wurde.

## Schriften
- Dissertatio Philosophica De Causis In Genere Et In Specie. Jena: Nisius 1664
- Collegii Theologici in quo Quaestiones In Genesin, ad disputandum proponuntur, Disputatio Tertia. Jena 1665 (Digitalisat)
- Polemographia Hussitica. Gießen 1667 (Digitalisat)
- Hanauische Geistliche Seelen-Musick: Bestehend In außerlesenen/ Geist- und Krafftreichen/ so wol alten/ als neuen Gesängen ... Worbey ein gantz kurtzes Gebett- Communion- und Trost-Büchlein mit angehänget. Hanau 1680
- Der Hanauische Buß- und Feuer-Prediger Amos : Welcher/ Als den 29. Tag Aprilis/ Anno 1681. in dem Städtlein Steinau an der Strassen/ in der Obern-Graffschafft Hanau-Müntzenberg gelegen/ eine schröckliche Feuers-Brunst entstanden/ dadurch in die Neuntzig Bäu in die Aschen geleget worden; An unserm Monatlichen Buß- und Bet-Tag/ so da war der 4. May/ dem Volcke Israel und Uns/ daß von Gott die Feuers-Brunsten ursprünglich entstehen/ gezeiget ... 1681
- Der Hanauische Buß- und Cometen-Prediger Joel : Welcher Als Ihre Hochgräfl. Gnaden/ Wegen deß am 16. Decemb. Anno 1680. Abends zwischen 5. und 6. Uhren allhie zu Hanau zu erst am Himmel auffgehenden schrecklichen Cometen, Höchst Christ-rühmlich am 26. Januarii Anno 1681. einen allgemeinen Buß- Fast- und Bettag in dero Graffschafft Hanau-Müntzenberg intimiren und anzeigen lassen ; Durch allerhand Himmlische Wunder-Zeichen/ so von dem Jüngsten Tage vorhergehen sollen/ die jetzige im Atheistischen Sünden-Schlaff liegende Welt auffwecket/ und die gnädige Verheissung unseres Gottes ... Verspricht. Frankfurt am Main 1681
- Der Hanauische Buß- und Wasser-Prediger Nahum, Welcher, Nach dem es in die 14. Wochen lang mit continuirlichen schröcklichen Sturm-Winden, Regen und Schnee angehalten; Den 14. 15. 16. 17. 18. 19. Januarij dieses 1682sten Jahres, der Mäyn-Fluß und Küntzig dermassen sich ergossen, daß eine schröckliche Wasser-Fluth entstanden; Dadurch die Hoch-Gräfl. Residentz, Alt- und Neu-Stadt Hanau, dergestalt mit Wasser angefüllet, daß man in vielen Gassen mit Flössen und Nachen fahren müssen; Die Vor-Stadt aber drey Ehlen hoch in Wasser gesetzet worden : Am Gedächtnüß-Tage Pauli Bekehrung, so da war der 25. Januarij, dem Volcke Jsrael/ und uns gewiesen; Wie der grosse Gott umb der schwehren Missethat und Sünden willen, die Menschen, mit seinem schröcklichen Wasser-Heer zwar überfalle, wann sie sich aber bekehren, wiederumb zurücke ziehe, versichert. 1682
- Der Wieder die Hurerey und Böse Lust-Seuche eyfferende Hanauische Paulus : Welcher Als am 13. Novembris, des 1681sten Jahres, eine Dienst-Magd ihr unehrliches Kind, auß mehr als barbarischer Grausambkeit, mit ihren mörderischen Händen elendiglich erwürget und umbgebracht, und darauff, nach Urtheil und Recht, am 9. Decembris desselbigen Jahres, mit dem Schwerd vom Leben zum Tod hingerichtet ward: Den 14. Decembr. dieses 1681. Jahres, auß seiner Ersten Epistel an die Thessalonicher am 4. Capittel, von dem dritten biß auff den sechsten Versicul, durch eine offentliche Predigt, Uns den ernsten Willen Gottes, daß wir die Hurerey und böse Lust-Seuche, umb Sechs hoch-wichtiger Ursachen willen, fliehen und meyden sollen, entdecket. 1683
- Glaubiger Kinder Gottes Creutz- Angst- und Errettungs-Hauß, Das ist: Kürtzliche und einfältige Erklärung des 19. Vers im XCIV. Psalm : Angestellet Bey Christlicher Volckreicher Leich-Bestattung Des weyland Wohl-Ehrenvesten und Groß-Achtbahren Herrn Johannis Schickens, gewesenen Bürgers und Handelsmannes allhie/ So den 23. Aprilis zwischen 12. und 1. Uhr in der Nacht selig verblichen, und den 26. Ejusdem dieses 1683. Jahres in sein Ruhe-Bettlein gesencket ward. Hanau: Quantz/Aubry 1683
- Christliche Traur-Sermon: Welche ... Herrn Friderich Casimirs/ Grafen zu Hanau .... Verbliechener Hoch-Gräflicher Leichnamb den 18. Tag Mäy/ M. DC.LXXXV. ... beygesetzet wurde. Hanau: Aubry 1685
- Der Hanauische donnerende Gesetz-Prediger Moses, Welcher, Als der verdammliche Ungehorsamb der Kinder gegen ihre Eltern, in der Gemeinde Gottes, als ein schädliches Unkraut einwurtzeln wollen, und durch zwey schreckliche Exempel außgeschlagen : Den 14. Novembris deß 1683. Jahrs auß seinem Andern Buch am 20. Capitel, im 12. Versicul, durch eine offentliche Predigt vorgestellet : Wie alle Kinder ihre Eltern recht ehren, und wie alle ehrende Kinder nach ihrem Wunsch von dem Allgewaltigen Gott belohnet werden sollen. Hanau 1685
- Fürstliches Grabmahl Oder Kurtze Klag- und Trost-Rede, vom Tod und Begräbnüß der Frommen : Welche über das seeligste Absterben Der Durchleuchtigsten Fürstin und Frauen, Frauen Sybillä Christinä, Gebohrnen Fürstin zu Anhalt, Gräffin zu Ascanien, Verwittibten Gräffin zu Hanau ... Unserer gewesenen genädigsten Fürstin und treuen Landes-Mutter : Am Donnerstag, den 25. Martij, deß 1686. Jahrs ... in dem Herrn sanfft und seelig eingeschlaffen ... neben dem ... Ehe-Gemahl ... Herren Philip Moritzen ... beygesetzet war, gehalten worden. Hanau: Abry 1687
- Assaphs und aller Glaubigen Kinder Gottes Verlangen nach Gott in dem Himmel : Genommen auß dem 73. Psalmen vers 25. 26. Bey ... Leichbegängnus Deß ... Herren Joh. Christoph Fabricii, Von Wester-Feld/ Hoch-Gräfl. Hanauis. Hoch-wohlverdienten Regierungs- Justiz- und Consistorial-Rahts. Welcher den 9. Septemb. des 1689. Jahres ... entschlaffen/ und darauff den 12. dieses zu Kessel-Stadt in seinem Begräbnüß beygesetzet worden. Hanau: Stann 1690
- Coeleste Animae Pharmacum Oder Himmlische Seelen-Artzney wider alles Elend Auß Psalm. Cap. 119. v 92. Wo dein Gesetz nicht wäre mein Trost gewesen so wäre ich vergangen in meinem Elende : Wormit sich ... biß in den Todt ... gestärcket ... Anna Magdalena Gebohrne PfaltzGräfin beym Rhein/ Hertzogin in Bayern ... Verwittibte Gräfin zu Hanau/ Rhieneck und Zweybrücken/ Frau zu Müntzenberg/ Lichtenberg und Ochsenstein/ [et]c. Als Dieselbe den 12. Decembris deß nechst abgewichenen 1693. Jahrs ... in dem 53. Jahr 9. Monat und 28. Tage Ihres Alters/ zu Babenhausen entschlaffen/ und darauff den 6. Februarii dieses 1694. Jahres ... alhie beygesetzet worden ... Hanau: Aubry 1694
- Der Höchst-schmertzl. Fall des Jüdisch- und Hanauischen Landes-Cedern; Wie solchen Bey dem Höchst-seeligen Tödtlichen Hintritt Des Weyland ... Philippi Reinhardi, Graffen zu Hanau, ... Am 4. Octobris des 1712. Jahrs ... dieses Zeitliche gesegnet ... in einer Christlichen Trauer- und Ehren-Gedächtnuß-Predigt ... fürgetragen. Hanau: Aubry 1712